# Castel-Mauboussin CM-07
Il Castel-Mauboussin CM-07 fu un aliante da primato e competizione ad alte prestazioni biposto, monoplano ad ala di gabbiano, progettato dagli ingegneri Robert Castello e Pierre Mauboussin, sviluppato in Francia nei tardi anni quaranta e prodotto in due soli esemplari dalla Établissements Fouga et Cie.

## Primati
- 22 novembre 1951: record mondiale di durata classe D (alianti) con 28 h 51 min di volo su aliante Castel-Mauboussin CM-07 nº 2; partenza Aéroclub de Saint-Rémy les Alpilles, Chemin de Romanin, Saint-Rémy-de-Provence. Equipaggio: pilota Marcelle Choisnet-Gohard, passeggero Yvette Mazelier.[2]